# Nicolae Duțescu
Nicolae Duțescu (n. 28 aprilie 1903, Zărnești, județul Argeș – d. 16 martie 1984, București) a fost un medic român, prof. dr. docent, un pionier al stomatologiei românești și creatorul a două Facultăți de Stomatologie, la Iași și la Timișoara.

## Biografie
După absolvirea liceului „I.C. Brătianu” din Pitești, urmează cursurile Facultății de Medicină din București. Obține Diploma de doctor în medicină în anul 1930. Între 1931 și1933 face specializarea în chirurgie maxilo-facială la Prof. Pichler la Viena. Reîntors în țară, Nicolae Duțescu ocupa funcția de medic specialist stomatolog, post obținut prin concurs, la spitalul C.F.R. Witting din București, iar în anul 1936, pe acela de medic primar stomatolog și medic primar de chirurgie maxilo-facială.

### Activitatea științifică și didactică
În anul 1943 Nicolae Duțescu ocupă prin concurs postul de conferențiar în stomatologie la Facultatea de Medicină din Iași. Țara aflându-se în război, își începe activitatea abia în 1946. În 1948 înființează Facultatea de Stomatologie din Iași și devine primul profesor de chirurgie maxilo-facială din România. Între anii 1948 și 1955 este singurul profesor universitar de stomatologie din țară. În anul 1954 a organizat la Iași primul centru de Tot aici s-au ținut și cele mai multe congrese și simpozioane de stomatologie.
În 1962 s-a decis să-și continue activitatea la Timișoara. A înființat și în acest oraș Facultatea de Stomatologie.
Atât la Iași, cât și la Timișoara, Nicolae Duțescu a trebuit să-și formeze echipe de specialiști pentru activitate clinică și didactică în toate disciplinele stomatologice: terapeutică, protetică, ortodonție, dar mai ales chirurgie maxilo-facială. El a desfășurat o bogată activitate didactică și științifică. A condus redactarea primului manual de chirurgie maxilo-facială, a participat cu comunicări la congrese internaționale, a publicat numeroase articole științifice. La cele două facultăți de stomatologie și în cadrul celor două clinici de chirurgie maxilo-facială pe care le-a condus a format de-a lungul celor peste 20 de ani de activitate generații de medici stomatologi.A condus de asemenea numeroase lucrări de doctorat.

### Activitatea organizatorică
La București înființează două servicii model de stomatologie cu câte 8 unități fiecare, cu laboratoare pentru proteze și servicii radiologice. De asemenea, organizează și conduce primul serviciu de proteze mobile și primul serviciu spitalicesc de chirurgie maxilo-facială în cadrul asigurărilor sociale.
Împreună cu Petre Stroescu și cu Dan Theodorescu, Nicolae Duțescu este fondator al Societății Române de Stomatologie, în anul 1938. În calitate de Președinte al Societății organizează în anul 1943 primul Congres Național de Stomatologie.